# Veliki Šušnjar
Veliki Šušnjar – wieś w Chorwacji, w żupanii sisacko-moslawińskiej, w mieście Petrinja. W 2011 roku liczyła 117 mieszkańców.